# Partido de la Solidaridad Nacional
El Partido de Solidaridad Nacional (en portugués: Partido da Solidariedade Nacional, PSN) fue un partido político humanista portugués.

## Historia
El partido fue fundado en 1990 y buscaba representar los intereses de los pensionados. En las elecciones parlamentarias de 1991, obtuvo el 1.68% de los votos y ganó un escaño en la Asamblea de la República, tomado por su presidente, Manuel Sérgio. Sin embargo, su porcentaje de votos se vio reducida a solo un 0.21% en las elecciones parlamentarias de 1995, lo que provocó que el partido perdiera su único escaño.
Las elecciones parlamentarias de 1999 vieron que el porcentaje de votos se mantuvo en el 0.21%. Tras no lograr obtener representación parlamentaria, el partido decidió no disputar las próximas elecciones, y declaró oficialmente su disolución en 2006.
El partido también disputó las elecciones para la Parlamento Europeo de 1994 y 1999, sin obtener escaños en ambas elecciones.

## Resultados electorales

### Asamblea de la República
| Elección | Asamblea de la República | Asamblea de la República | Asamblea de la República | Asamblea de la República | Asamblea de la República | Gobierno            | Posición | Notas         |
| Elección | Votos                    | %                        | ±pp                      | Escaños                  | +/−                      | Gobierno            | Posición | Notas         |
| -------- | ------------------------ | ------------------------ | ------------------------ | ------------------------ | ------------------------ | ------------------- | -------- | ------------- |
| 1991     | 96 096                   | 1.68%                    | 1.68                     | 1/230                    | 1                        | Oposición           | 5.º      | Partido nuevo |
| 1995     | 12 613                   | 0.21%                    | 1.47                     | 0/230                    | 1                        | Fuera de parlamento | 8.º      |               |
| 1999     | 11 488                   | 0.21%                    | 0.0                      | 0/230                    | 0                        | Fuera de parlamento | 9.º      |               |

### Parlamento Europeo
| Elección | Parlamento Europeo | Parlamento Europeo | Parlamento Europeo | Parlamento Europeo | Parlamento Europeo | Posición | Notas         |
| Elección | Votos              | %                  | ±pp                | Escaños            | +/                 | Posición | Notas         |
| -------- | ------------------ | ------------------ | ------------------ | ------------------ | ------------------ | -------- | ------------- |
| 1994     | 11,214             | 0.37%              | 0.37               | 0/25               | 0                  | 10.º     | Partido nuevo |
| 1999     | 8,413              | 0.24%              | 0.13               | 0/25               | 0                  | 9.º      |               |